# Ransvik

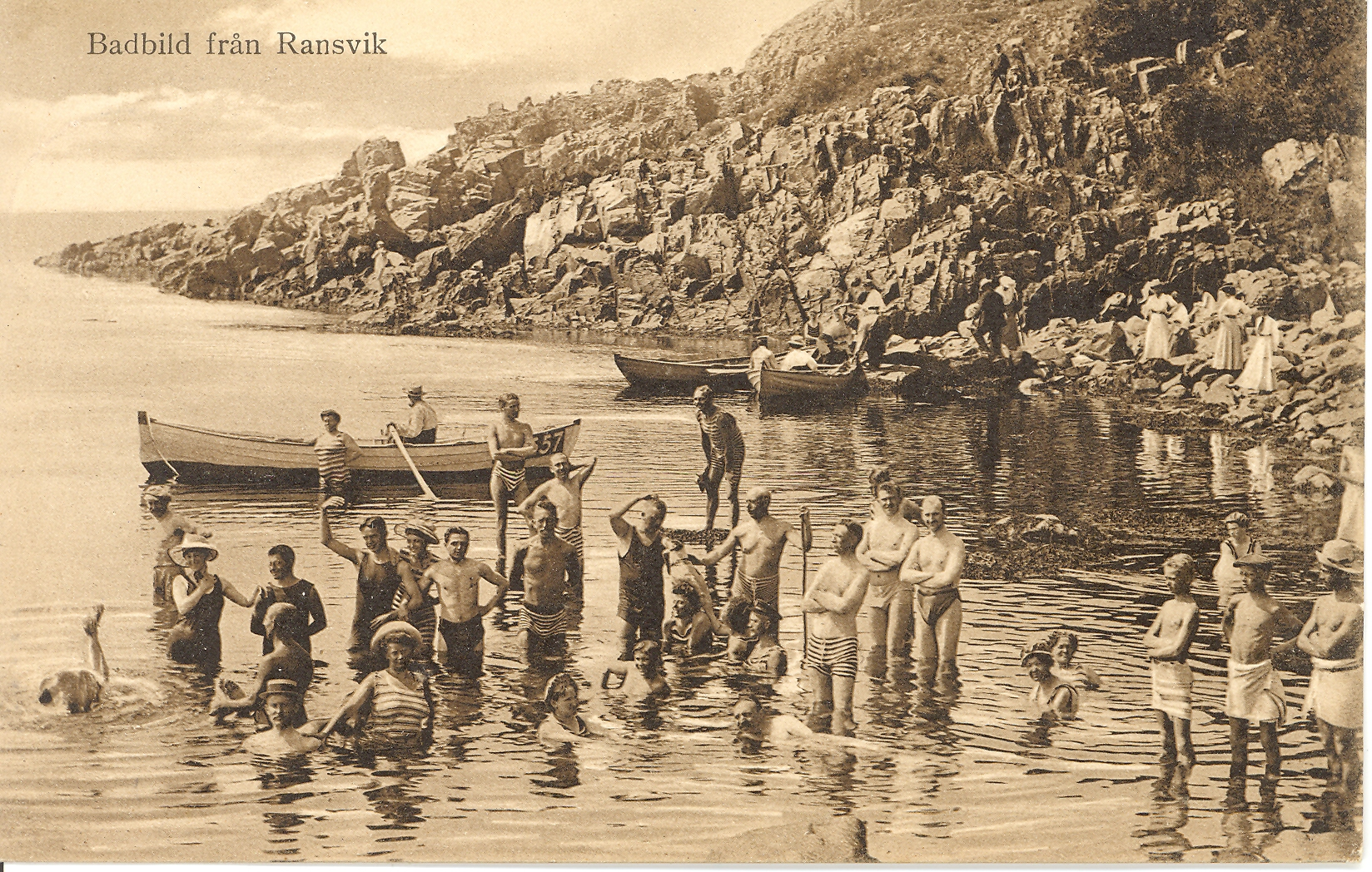
Badliv i Ransvik, Mölle, omkring 1910.

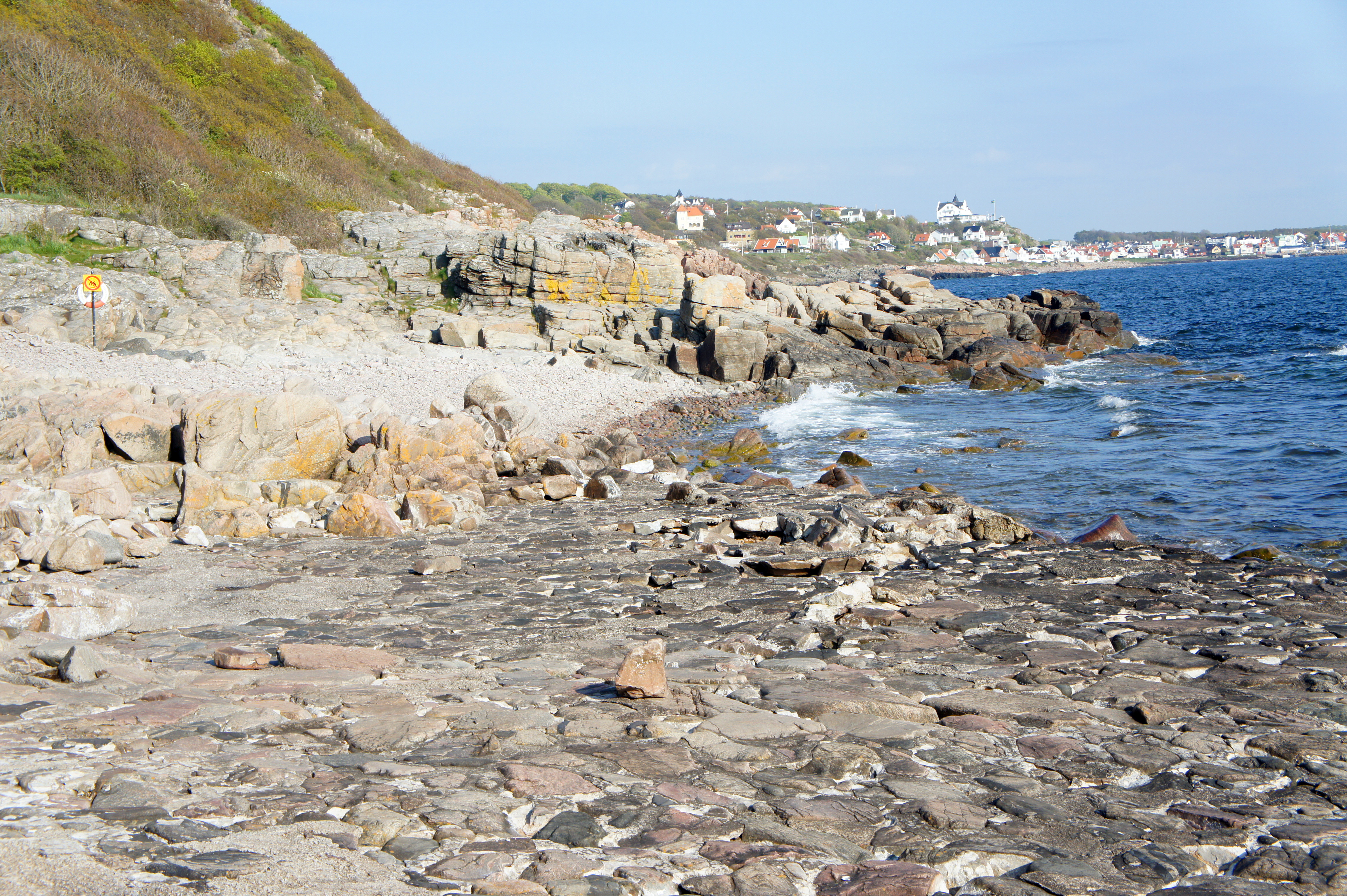
Badstranden i Ransvik maj 2011. Mölle i bakgrunden.

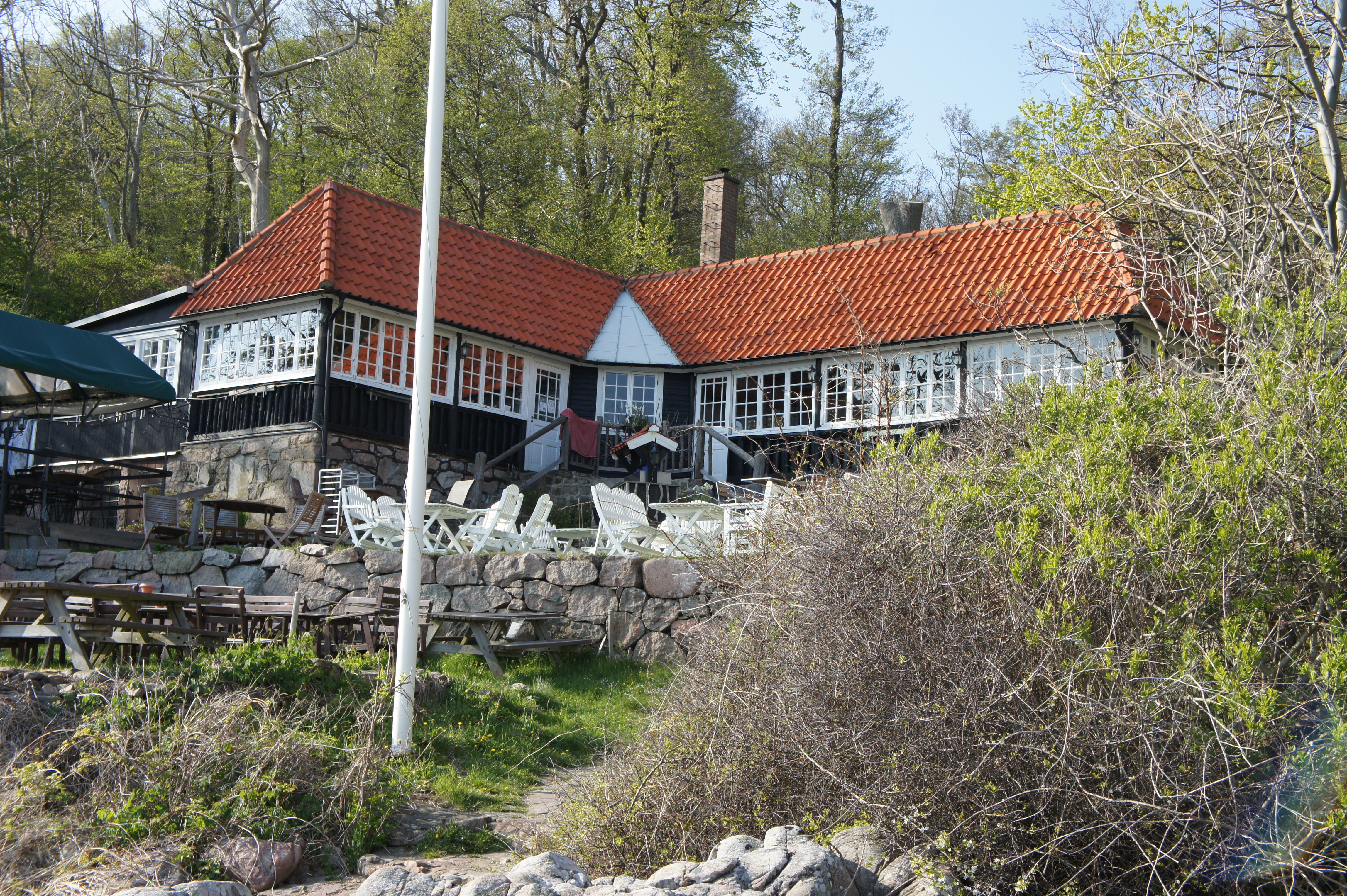
Kaffestugan i Ransvik, byggd 1922.

Ransvik är den badstrand där kvinnor och män först började bada tillsammans i Sverige. Den ligger på Kullen, invid Kullaberg, ca ½ km nordväst om Mölle. Ransvik betyder "korpviken", efter danskans "ravn" = korp.

## Historik
Förr var Ransvik en inskeppningshamn för kol till Kullens fyr. Ransvik är känt för att det var den första plats i Sverige där det idkades gemensamhetsbad, d.v.s. att män och kvinnor badade tillsammans i havet. Man talade om "Synden i Mölle". Sensationen blev inte mindre av att de badande fotograferades av hovfotograf Peter P Lundh, som hade ensamrätt till denna sorts fotografering. På kvällen samma dag som kortet togs fanns det att köpa i Lundhs turistmagasin i Mölle. Badbilderna togs under perioden 1907-17. Efter 1914 förbjöds fotografering av badande.
På 1910-talet anlades den stensättning som idag gör att det är bekvämt att bada i Ransvik. År 1921 byggdes kaffestugan. Stugan uppfördes på uppdrag av AB Kullabergs Natur, och arkitekt var Salomon Sörensen, stadsarkitekt i Malmö. Stugan byggdes ut åt väster på 1930-talet.
I början av 1930-talet upplevde Ransvik en ny storhetsperiod. I samband med sommarspelen i Mölle introducerades surfing och komiska vattenspel i Ransvik. Simmerskan Sally Bauer simmade mellan Mölle och Ransvik, liksom Ransvik var slutmålet i kapprodden från Mölle.

## Ransvik idag
Vid badplatsen finns café och restaurang "Ransvik Havsveranda". Förutom att vara badplats, är Ransvik idag ett populärt tillhåll för sportdykare. 

## Utmärkelser
- Ransvik utsågs 2006 av Traveltapestry till den fjärde bästa av "20 Best Deserted Beaches"[5]
- Av Take Me Away to Travel omnämns Ransvik som en av 5 Unspoiled Beaches @ Europe[6]
- Stranden i Ransvik utsågs 2011 av AOL Travel till en av 10 rekommenderade avskilda stränder i världen.[7].

### Webbkällor
- Helsingborgs Dagblad 15/7 2003
- Kullen.se
- Ransvik Havsveranda
- Dykarna.nu